# Comuna Mărișel, Cluj
Mărișel (în maghiară Havasnagyfalu, în germană Marisel) este o comună în județul Cluj, Transilvania, România, formată numai din satul de reședință cu același nume. Se află in Munții Gilău, componenți ai Munților Apuseni, la circa 50 km de municipiul Cluj-Napoca. Zona centrală a comunei este Mărișel-Stănești, unde se găsesc Primăria, Biserica, Școala Pelaghia Roșu, Muzeul Satului, dispensarul uman, dispensarul veterinar, postul de poliție, magazine și alte unități de alimentație și turism.

## Date geografice
Comuna este așezată pe un platou înalt la o altitudine de 1150-1250 m. Relieful are suprafețe ușor ondulate și culmi rotunjite, dar în partea de nord și de sud sunt și văi adânci, cu versanți abrupți, cu ape repezi și baraje în miniatură.
Mărișelul se învecinează la sud cu comuna Măguri-Răcătău (granița fiind Defileul Răcătăului), la nord cu comuna Râșca, la est cu comuna Gilău, iar la vest cu comuna Beliș. Este o așezare rurală unde gospodăriile sunt răsfirate în lungul văilor și drumurilor și pe culmile domoale, ca în zonele de deal. Formele cele mai înalte de relief sunt Dealul Fântânele (1.341 m), Dealul Copcei (1.289 m) și Dealul Arsuri (1.238 m).

### Lacuri de acumulare
Lângă Grinduri, locul în care apele Someșului Cald au sculptat în trupul muntos o albie plină de ocolișuri și cascade, a fost construit Barajul Fântânele, la granița dintre Mărișel, Râșca și Beliș, în fața căruia s-a format Lacul Fântânele. Apa acumulată aici este dirijată spre Centrala Hidroelectrică Mărișel, iar de aici revine la suprafață în apropiere de vărsarea Văii Leșului. În aval, pe o distanță de 8 km se acumulează într-un nou lac - Lacul Tarnița, jumătate din acesta aflându-se de asemenea pe teritoriul comunei Mărișel.
La sud, pe Valea Răcătăului, la granița cu comuna Măguri-Răcătău, s-a amenajat lacul de acumulare Răcătău de unde apa este dirijată în lacul de la Fântânele. Astfel, așezarea montană Mărișel are părți de sat sub trei lacuri de acumulare, fapt care i-a schimbat geografia și clima, ocupațiile unor localnici, dar a apărut și interesul pentru turism.

### Clima
Prima zăpadă se așază în a doua jumătate a lunii noiembrie și dăinuie de multe ori până în aprilie, acesta fiind un atu pentru practicarea jocurilor și sporturilor de iarnă.
Relieful înalt determină o climă specific montană, cu o temperatură medie anuală de +4 grade C. Luna ianuarie este cea mai friguroasă cu o medie de -5 grade C, iar luna iulie cea mai călduroasă cu media cuprinsă între 10-16 grade C.

### Vegetația
Relieful și clima muntoase permit etajarea distinctă a vegetației în această parte de Apuseni. În etajele joase se întâlnesc păduri de foioase, cu predominanță făget (Fagus silvatica), gorun (Quercus sesilliflora) și stejar (Quercus robur), apoi amestec de făgete și rășinoase, iar peste 1.000 de metri altitudine domină molidul (Picea). Sus, pe platou, întâlnim jnepeni (Pinus mugo), ienuperi (Juniperus communis) și tufe de afini (Vaccinium myrtillus), merișori și întinse pajiști subalpine primare și secundare alcătuite din rogoz alpin (Carex), părușcă, toporișcă, rugină (Juncus effusus) și ienupăr pitic. Componenta floristică este caracterizată de gențiana-cupa, strugurii ursului, sângele voinicului, sânzienele, brândușa de toamnă, ghiocelul.
În zona Fântânele s-au dezvoltat crângurile, deși solurile sunt brun acide sărace și cu o fertilitate naturală scăzută. În zonele joase, pe văile Răcătăului și Someșului Cald, mai ales la Roșești se întâlnesc și plopul (Populus), arinul negru (Alunus glutinosa), murul (Rubus caesius), brusturul (Arctium lappa) și urzica (Urtica dioica).

### Căi de acces
Accesul spre Mărișel este posibil atât dinspre comuna Gilău situată la 20 de km de Cluj-Napoca, pe drumul spre Oradea, cât și dinspre Huedin, prin Beliș (circa 38 km).
Zonele din Copcea, o componentă a localității Mărișel, situate de-a lungul drumului județean sunt propice dezvoltării unităților de turism, având acces direct la șosea, precum și utilități necesare confortului turiștilor și fiind situate în centrul comunei, aproape de centrele de interes turistic din vecinătatea satului: Cheile Someșului Cald și ale Răcătăului, lacul Beliș și Tarnița, viitoarea pârtie de schi dinspre Beliș.

## Demografie
Componența etnică a comunei Mărișel
     Români (92,26%)
     Alte etnii (0,27%)
     Necunoscută (7,47%)
Componența confesională a comunei Mărișel
     Ortodocși (82,59%)
     Penticostali (6%)
     Alte religii (0,8%)
     Necunoscută (10,61%)
Conform recensământului efectuat în 2021, populația comunei Mărișel se ridică la 1.499 de locuitori, în creștere față de recensământul anterior din 2011, când fuseseră înregistrați 1.488 de locuitori. Majoritatea locuitorilor sunt români (92,26%), iar pentru 7,47% nu se cunoaște apartenența etnică. Din punct de vedere confesional, majoritatea locuitorilor sunt ortodocși (82,59%), cu o minoritate de penticostali (6%), iar pentru 10,61% nu se cunoaște apartenența confesională.

## Politică și administrație
Comuna Mărișel este administrată de un primar și un consiliu local compus din 9 consilieri. Primarul, Viorel Ghic[*], de la Partidul Național Liberal, este în funcție din 2016. Începând cu alegerile locale din 2024, consiliul local are următoarea componență pe partide politice:
|  | Partid                          | Consilieri | Componența Consiliului | Componența Consiliului | Componența Consiliului | Componența Consiliului | Componența Consiliului | Componența Consiliului |
|  | ------------------------------- | ---------- | ---------------------- | ---------------------- | ---------------------- | ---------------------- | ---------------------- | ---------------------- |
|  | Partidul Național Liberal       | 6          |                        |                        |                        |                        |                        |                        |
|  | Partidul Social Democrat        | 2          |                        |                        |                        |                        |                        |                        |
|  | Alianța pentru Unirea Românilor | 1          |                        |                        |                        |                        |                        |                        |

### Evoluție istorică
De-a lungul timpului populația comunei a evoluat astfel:
Mărișel - evoluția demografică

|  | Graficele sunt indisponibile din cauza unor probleme tehnice. Mai multe informații se găsesc la Phabricator și la wiki-ul MediaWiki. |

Date: Recensăminte sau birourile de statistică - grafică realizată de Wikipedia

## Turism
Potențialul turistic al zonei a crescut în ultimii ani datorită faptului că Mărișelul a fost declarat localitate rurală ecologică (produse alimentare, pășuni și păduri ecologice) precum și datorită existenței unor arii protejate. De interes turistic deosebit sunt zonele:
- Rezervația „Măguri-Răcătău"
- Amenajările hidrografice de pe Someșul Cald și de pe Someșul Rece
- Defileul Someșului Rece
- Rezervația naturală „Padiș"
- Peștera Scărișoara

Împrejurimile Mărișelului alături de Munții Apuseni, prin diversitatea lor oferă diverse posibilități de drumeții și petrecere a timpului liber. De asemenea, oferă posibilitatea de a descoperi o lume perfect păstrată, care adăpostește culoarea portului popular, a meșteșugurilor tradiționale și a obiceiurilor românești.

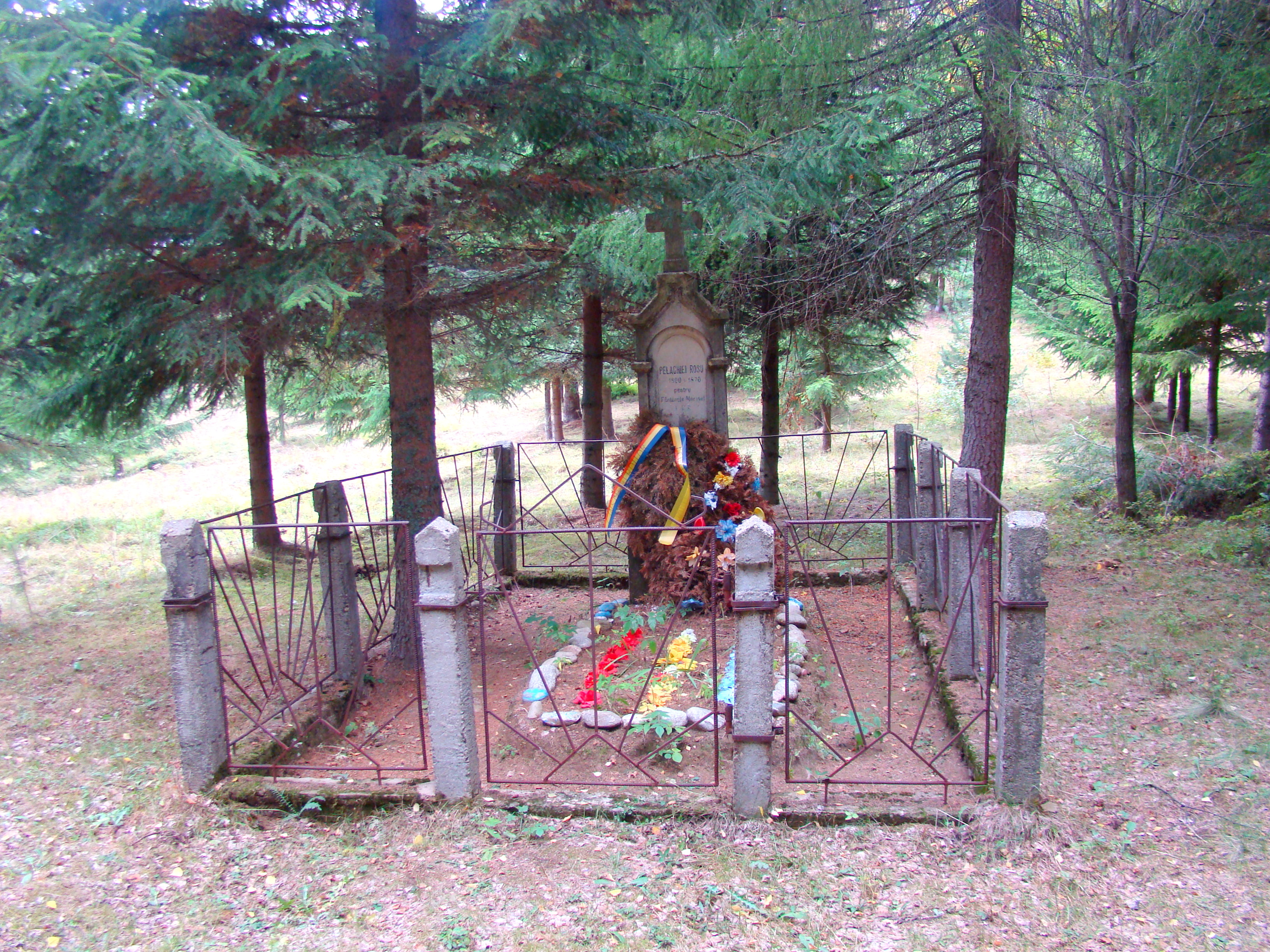
Mormântul Pelaghiei Roșu (monument istoric)

## Personalități născute aici
- Pelaghia Roșu (1800 - 1870), luptătoare pașoptistă.

## Imagini

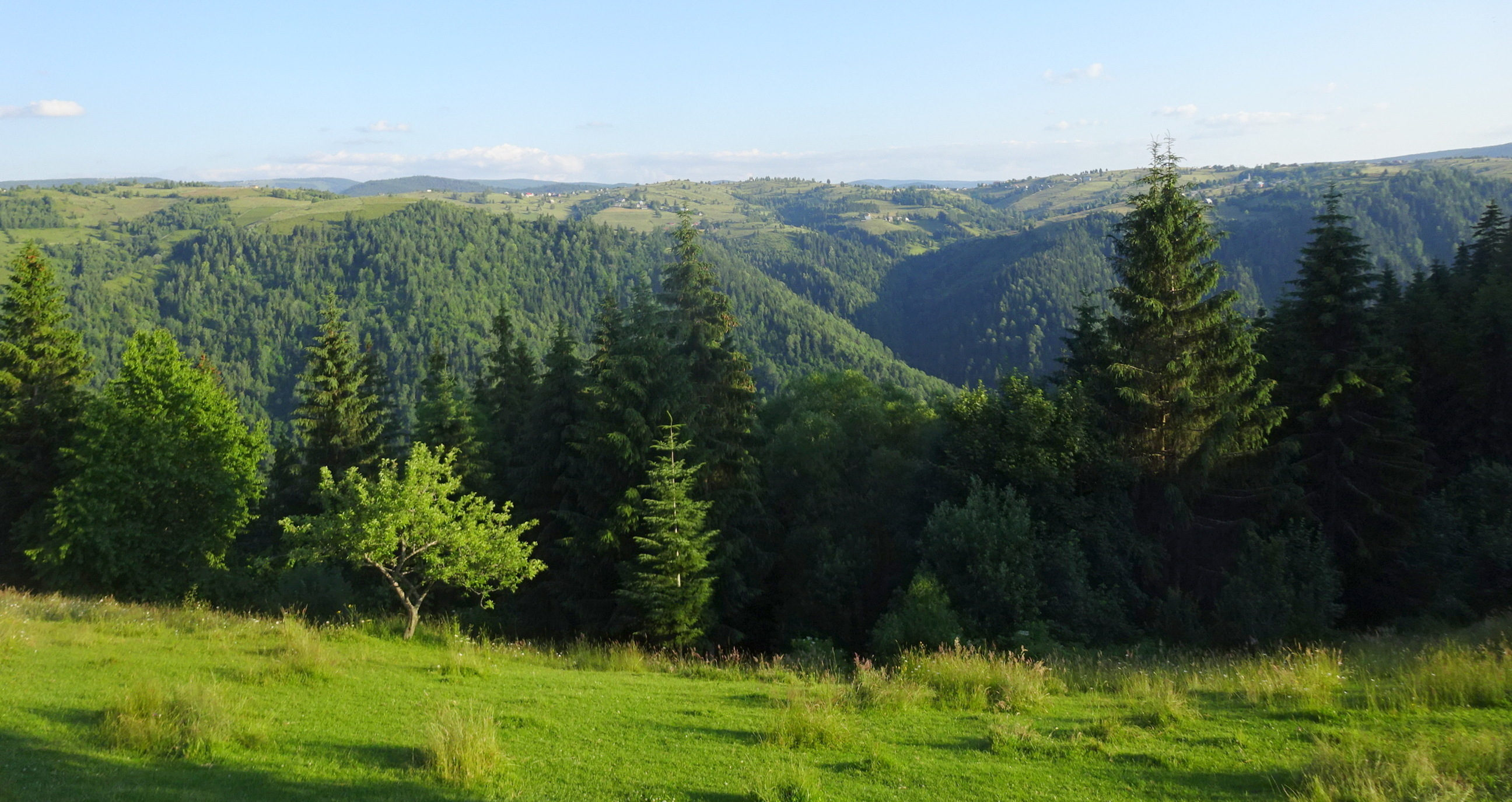
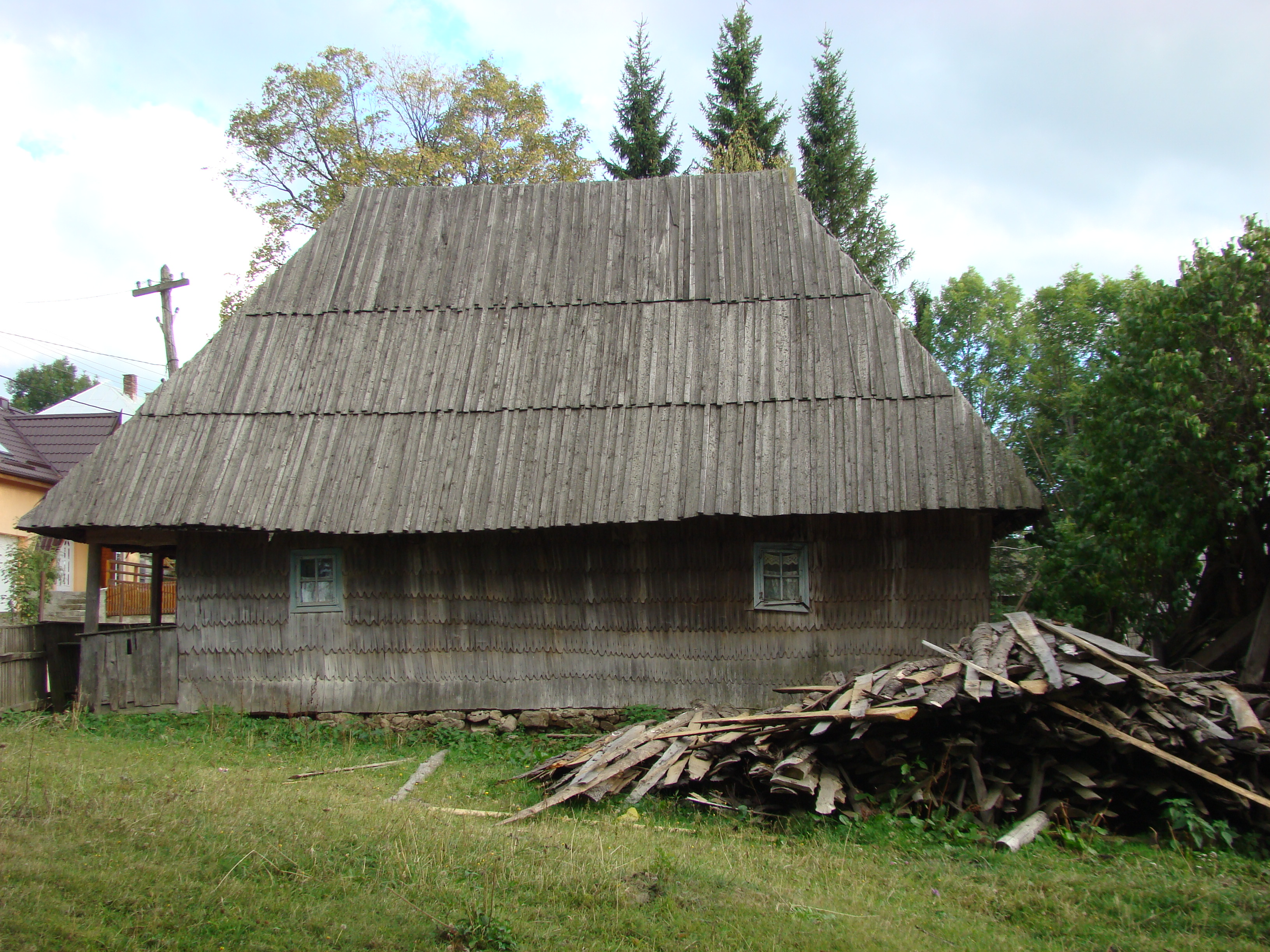
Casă veche de lemn învelită în draniță
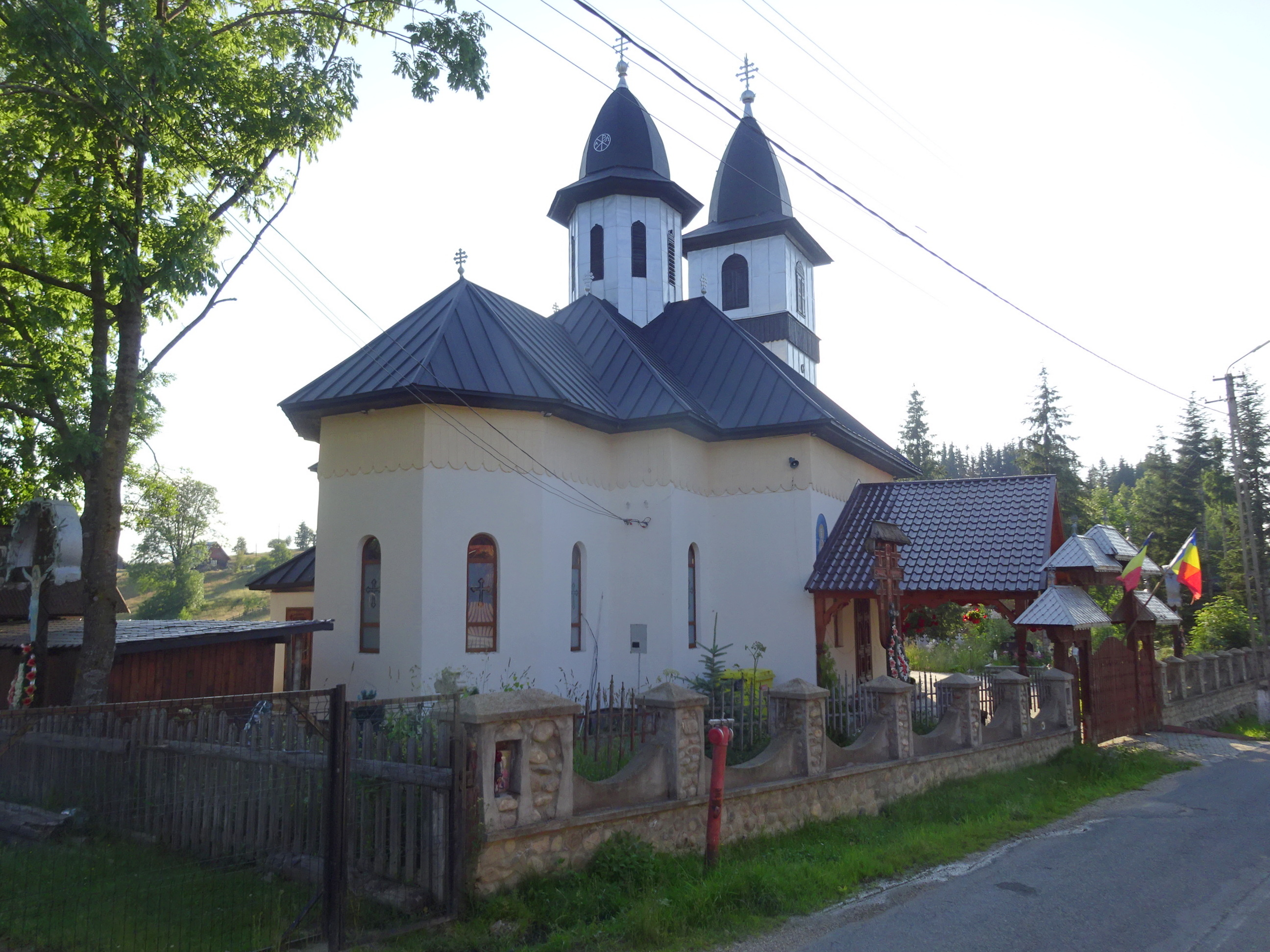
Biserica de lemn (1906)
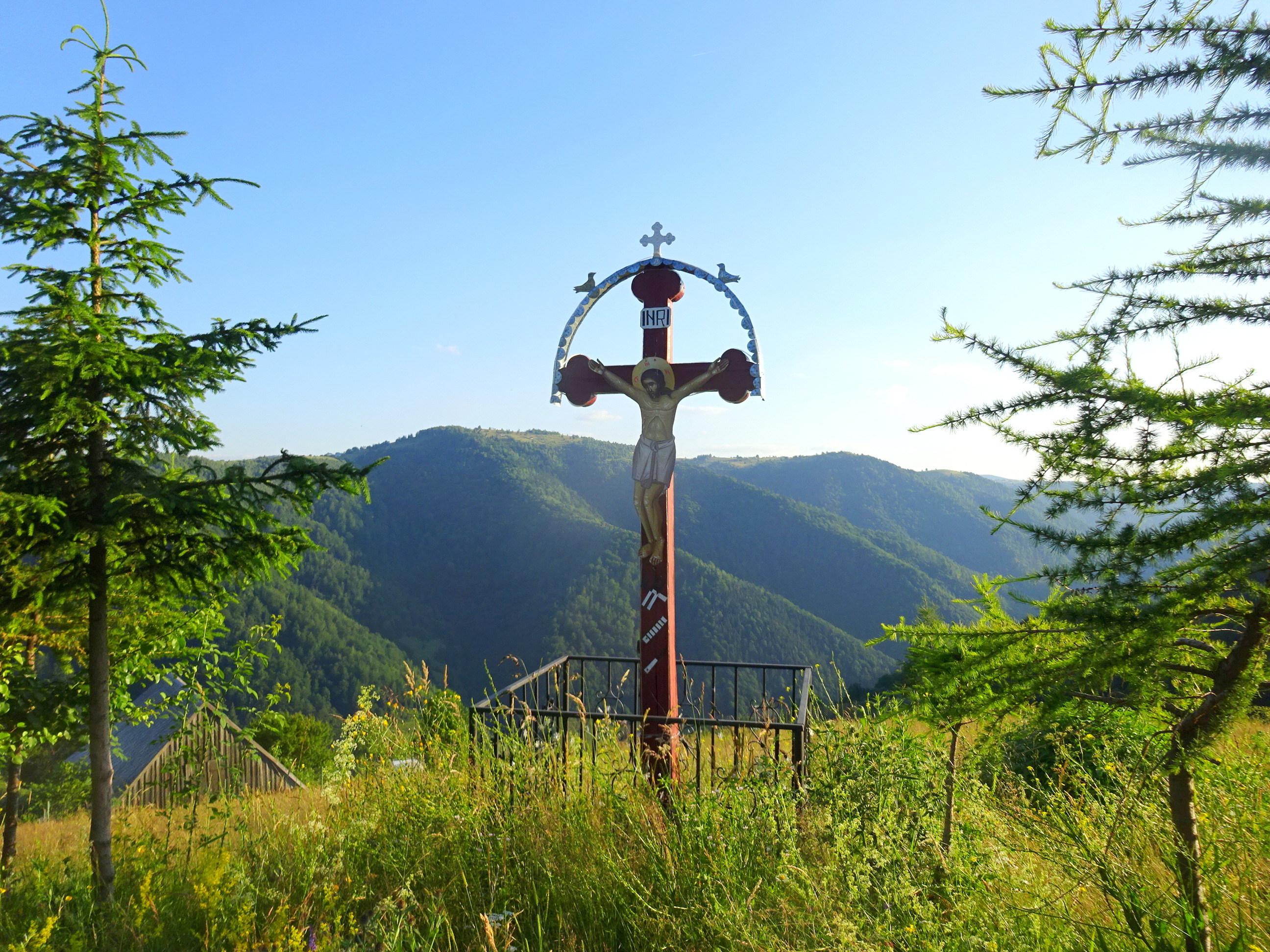
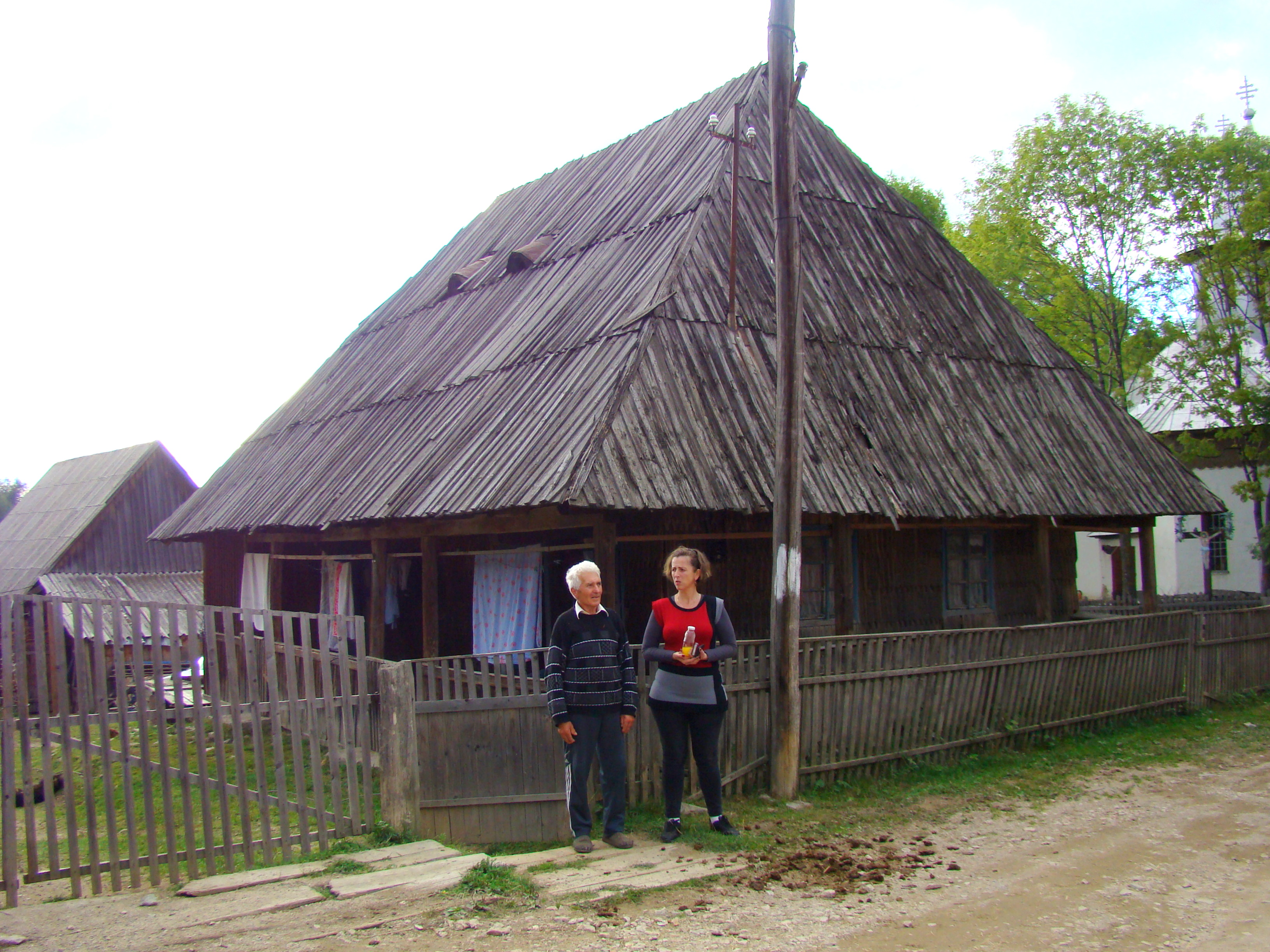
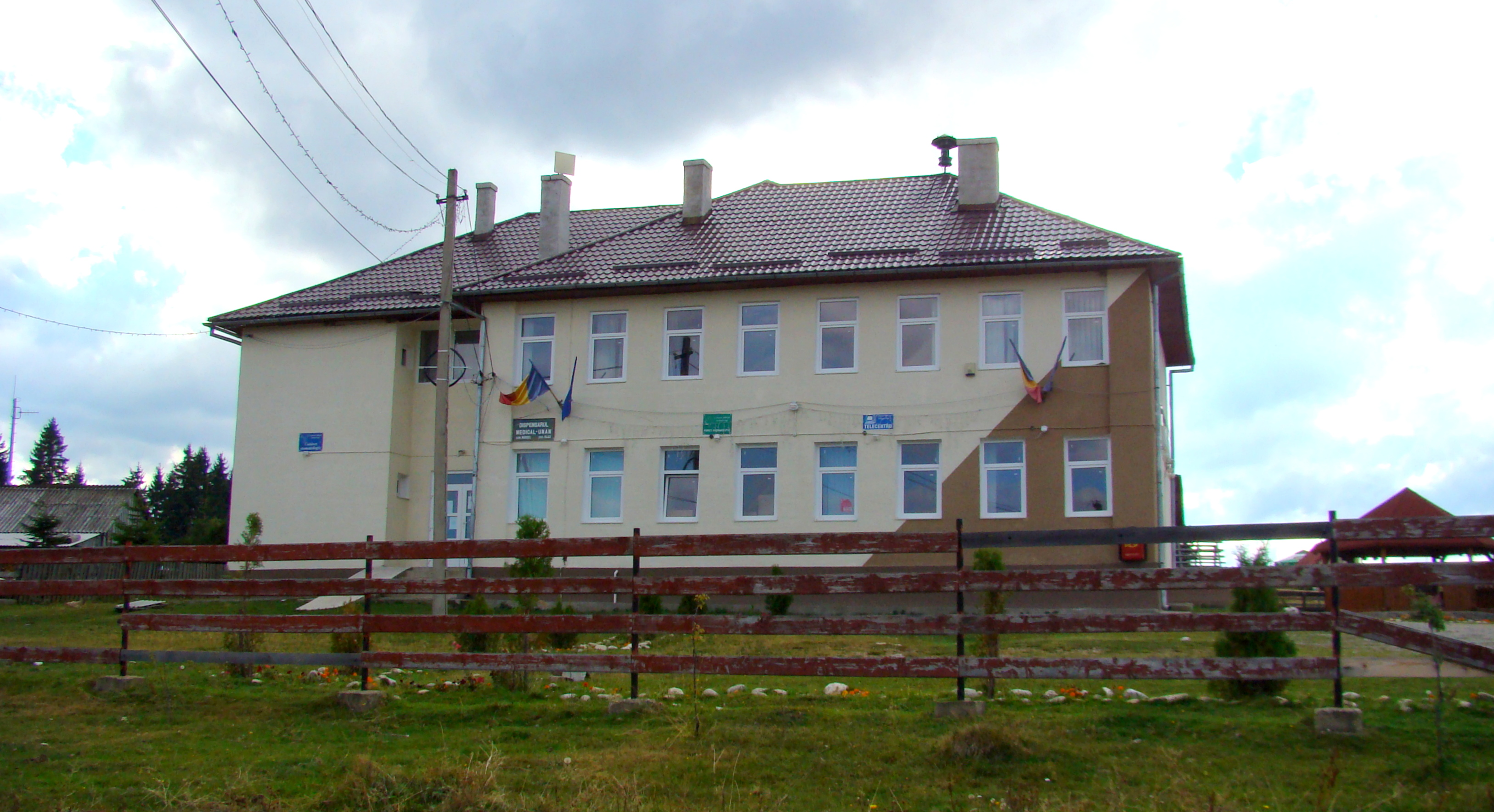
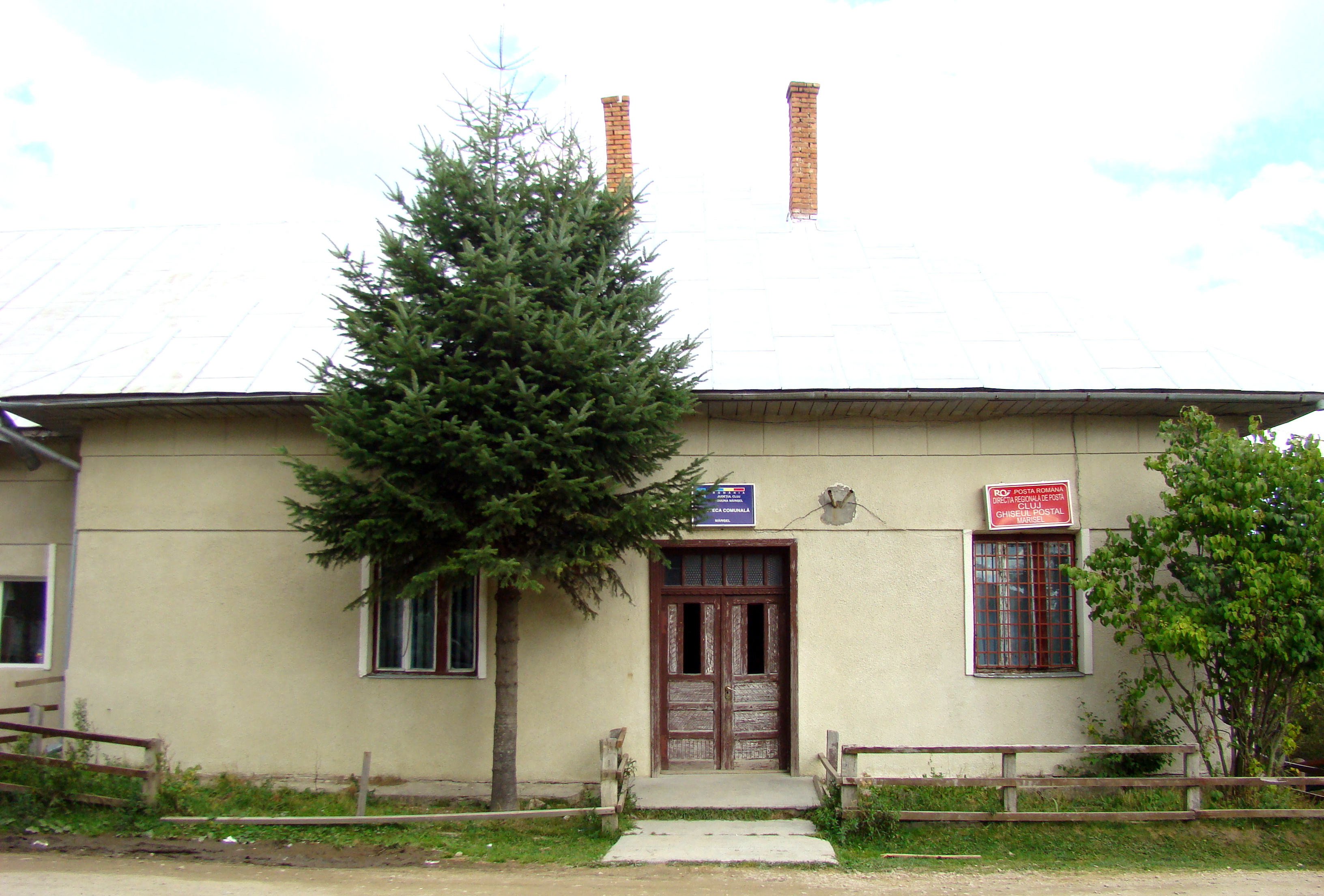
Biblioteca comunală
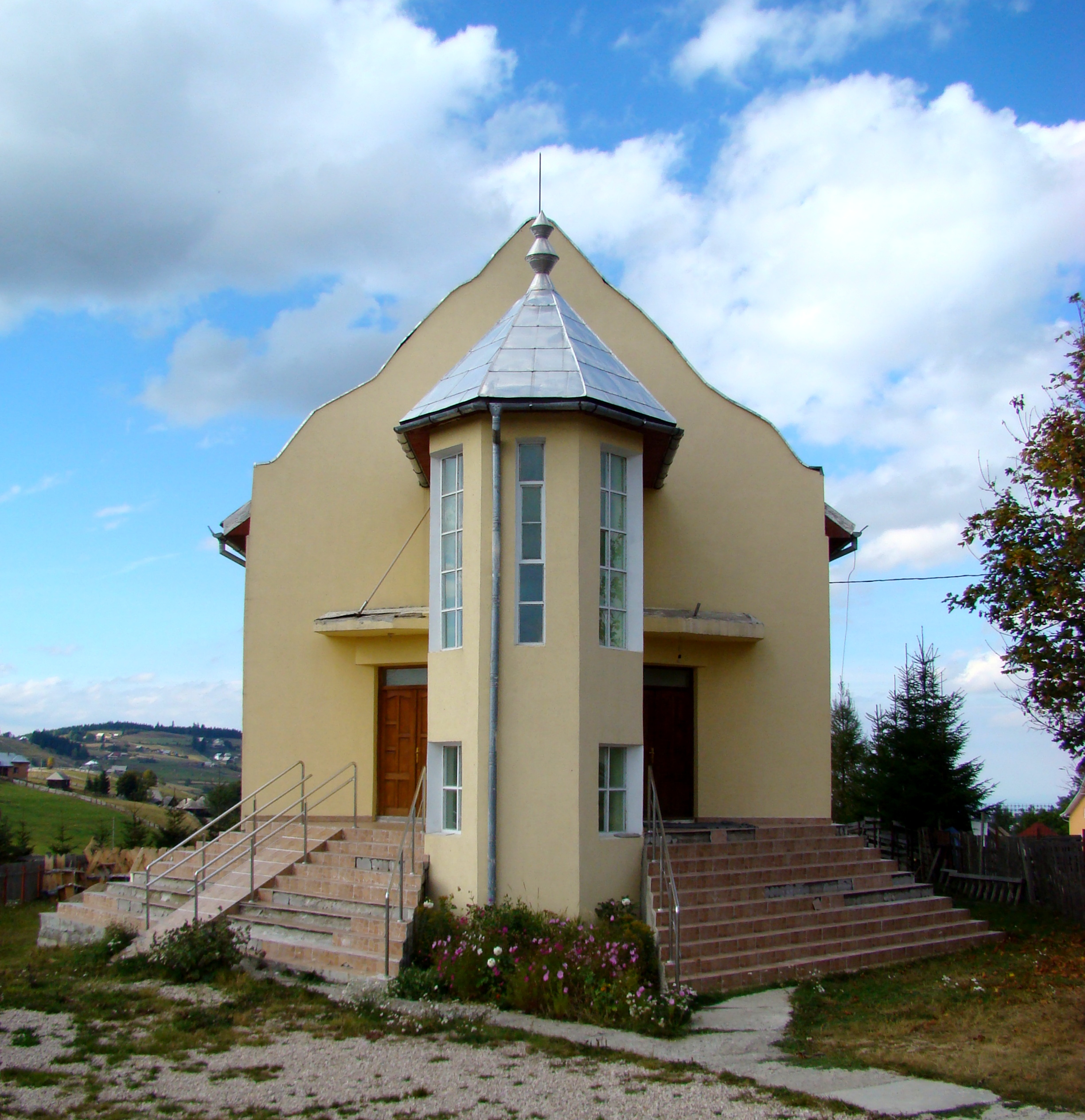
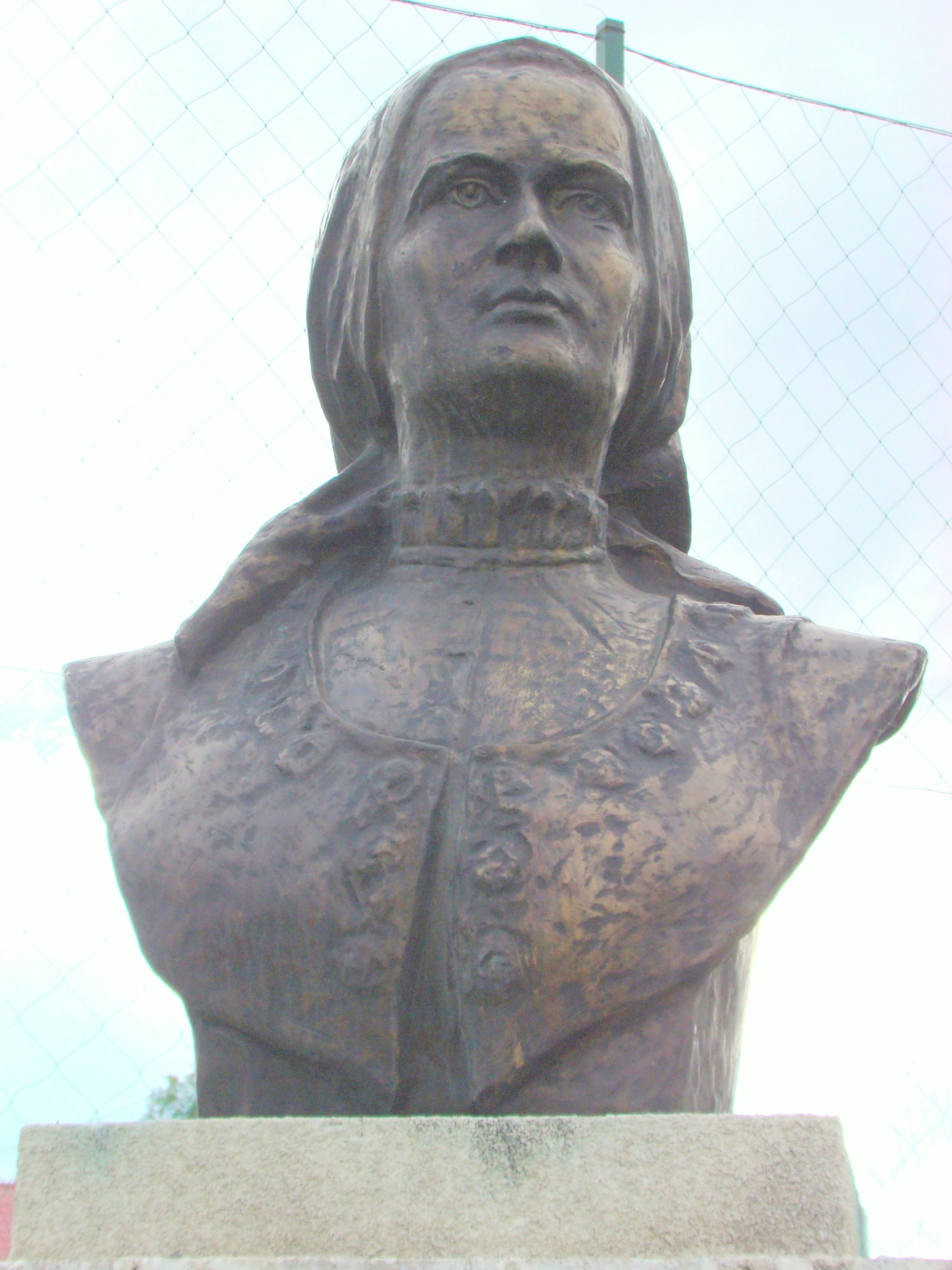
Bustul Pelaghiei Roșu
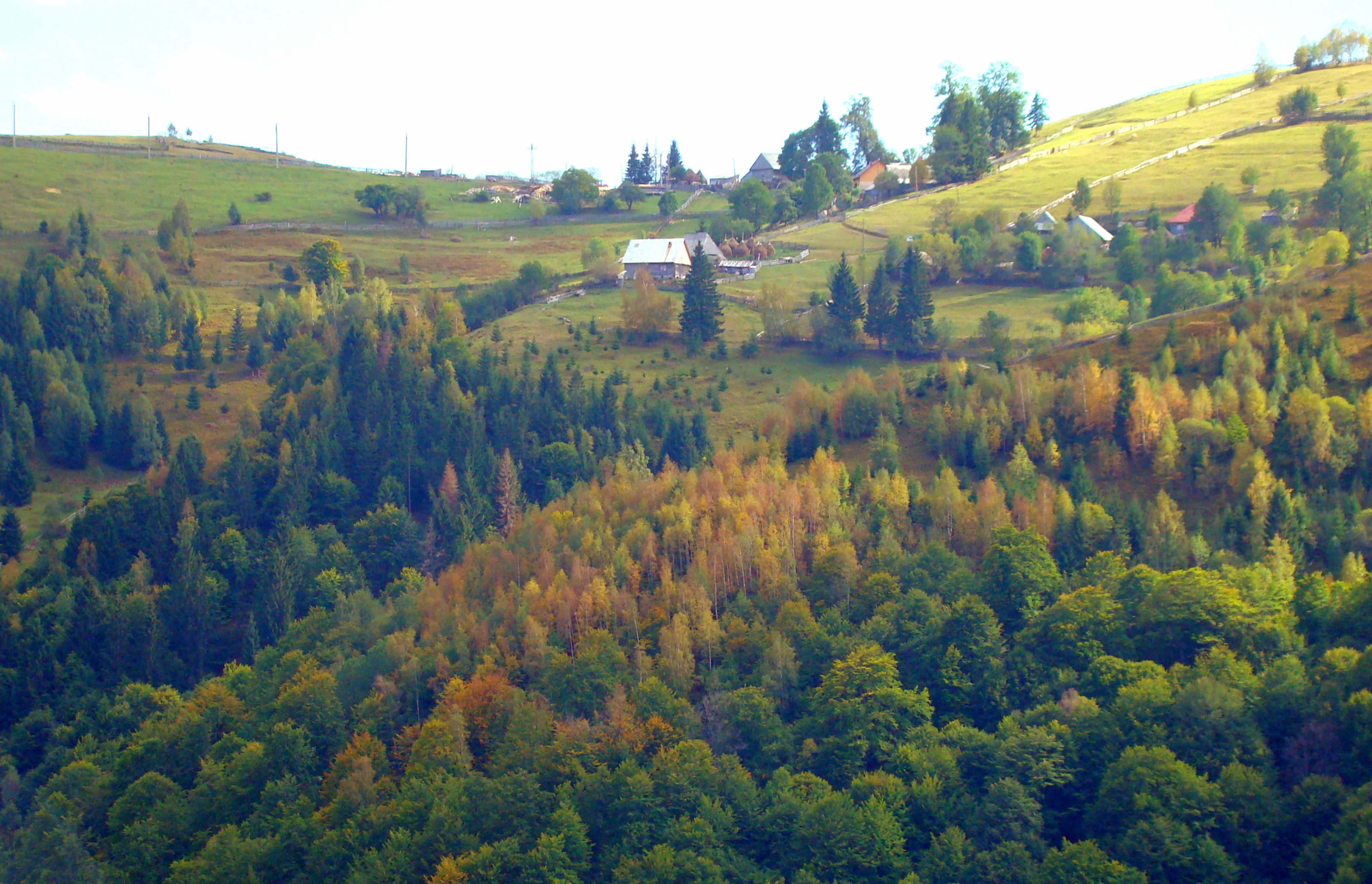
Mărișel, județul Cluj
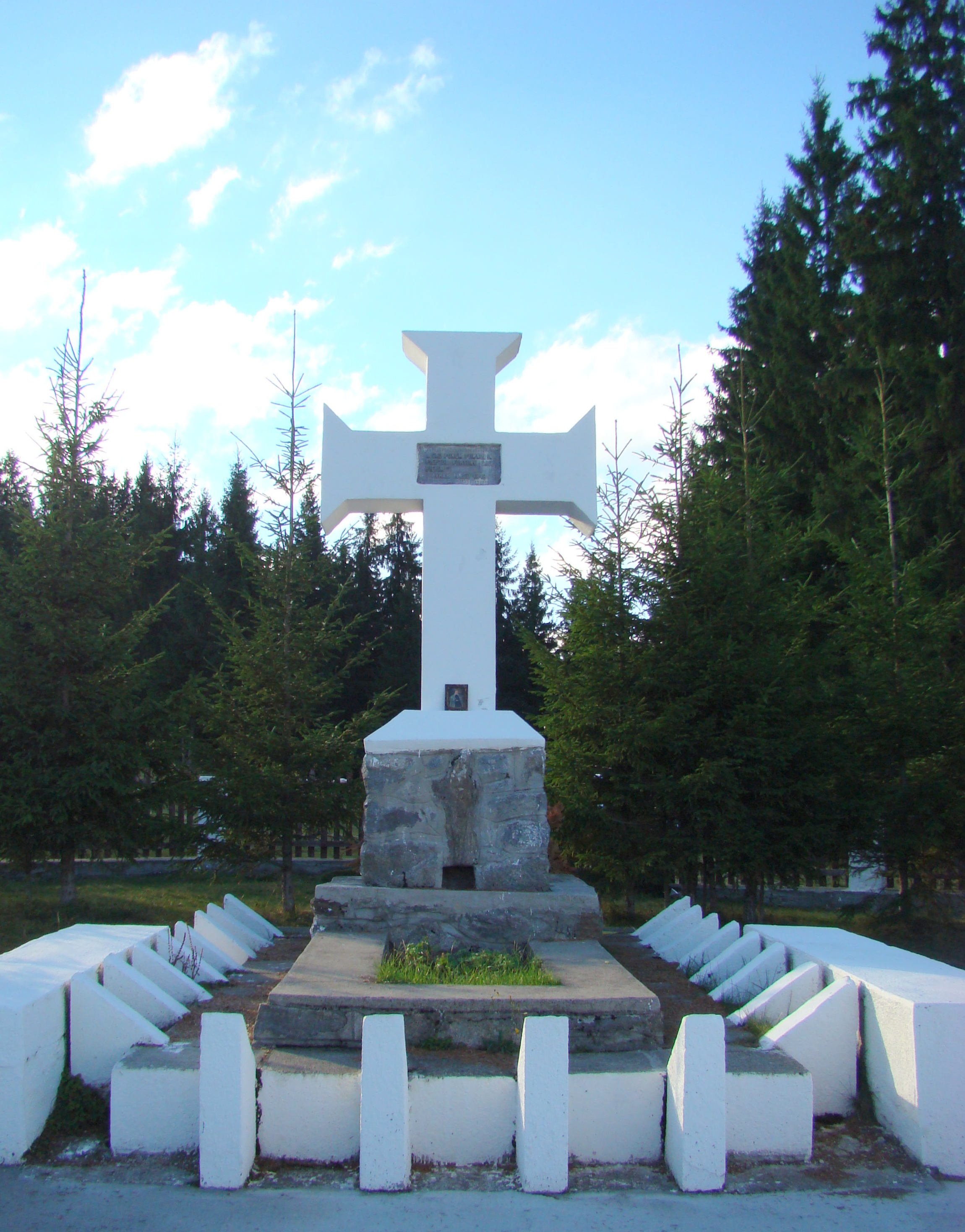
Crucea Iancului
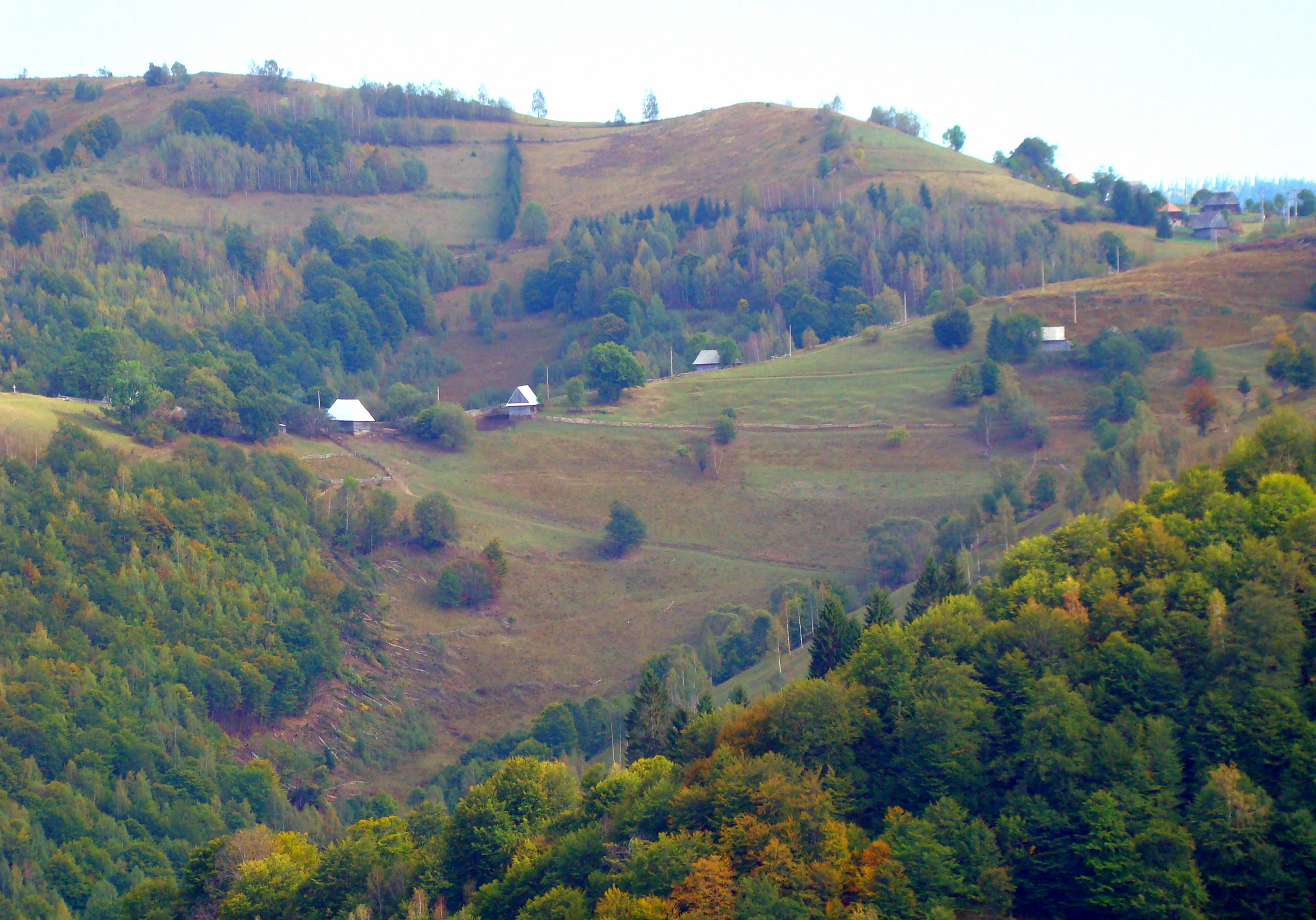
Mărișel, județul Cluj
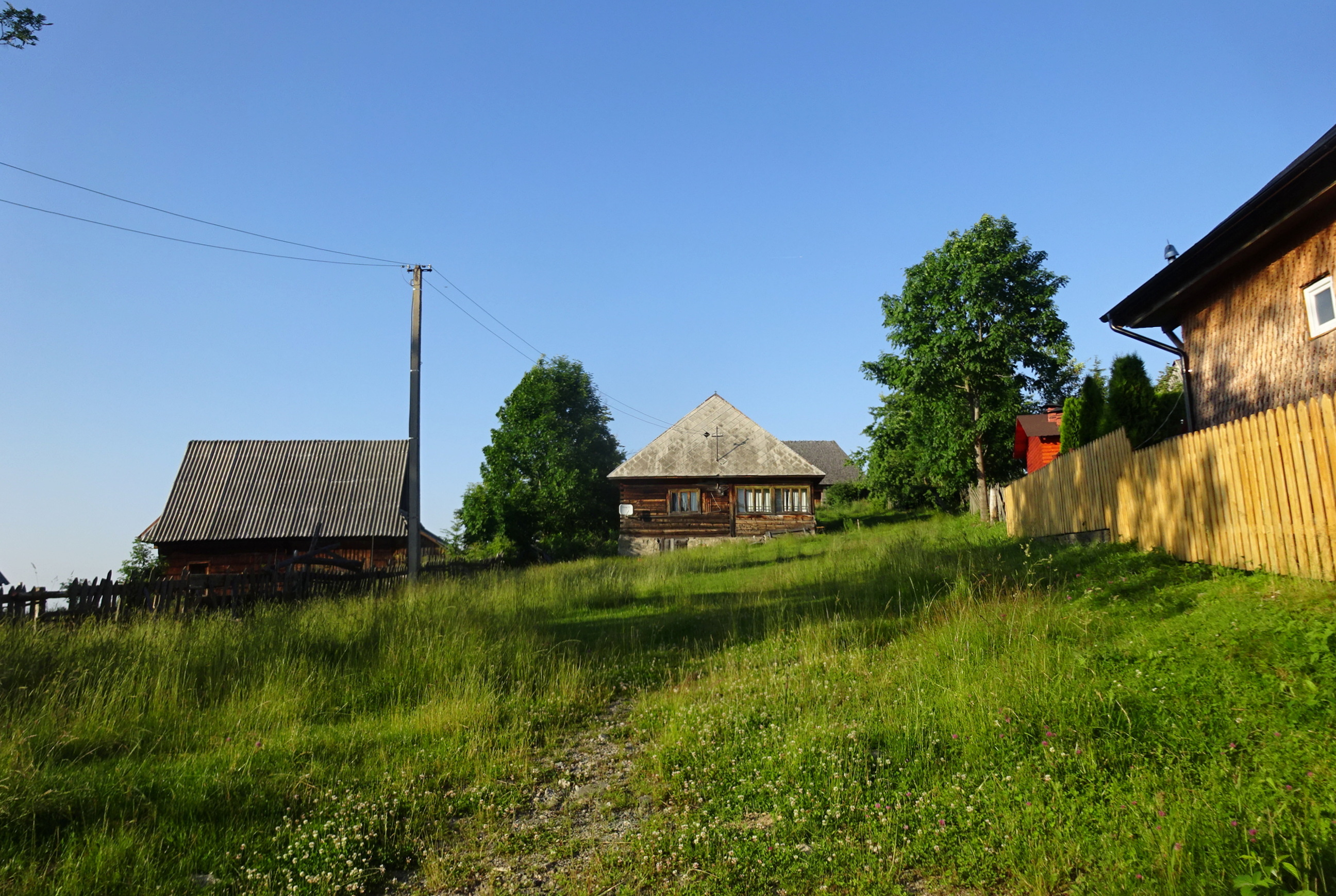
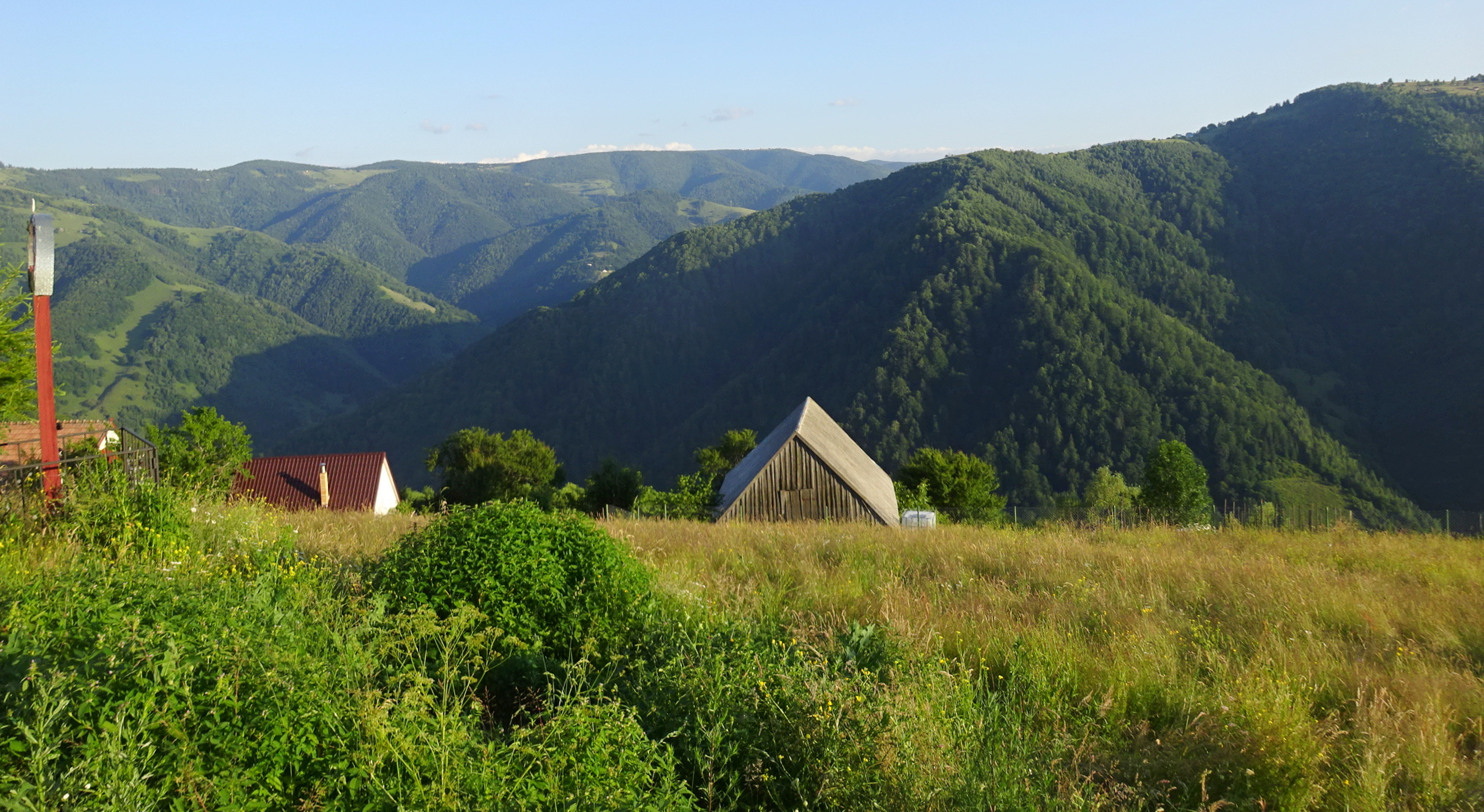
Mărișel, județul Cluj
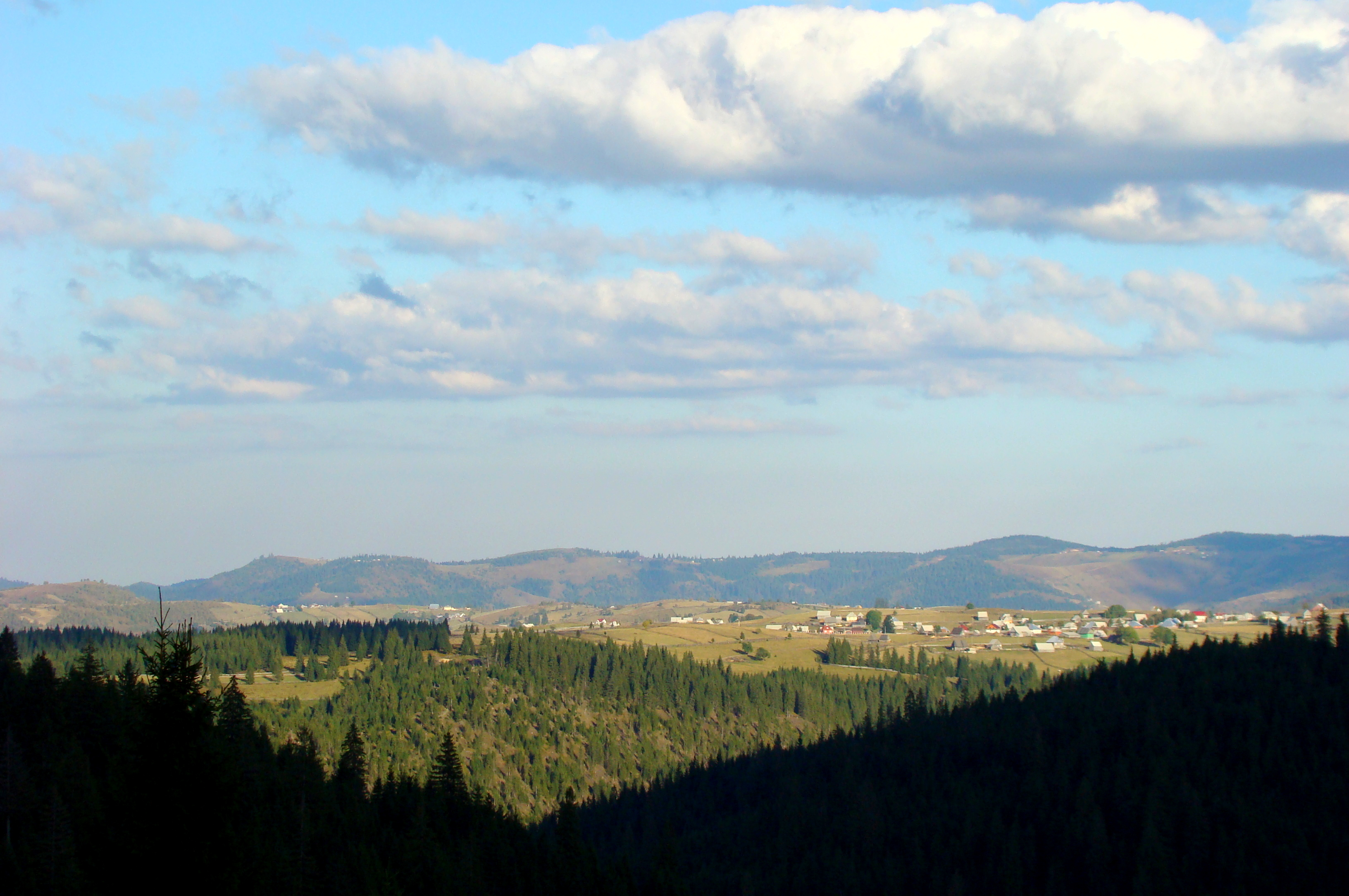
Mărișel, județul Cluj
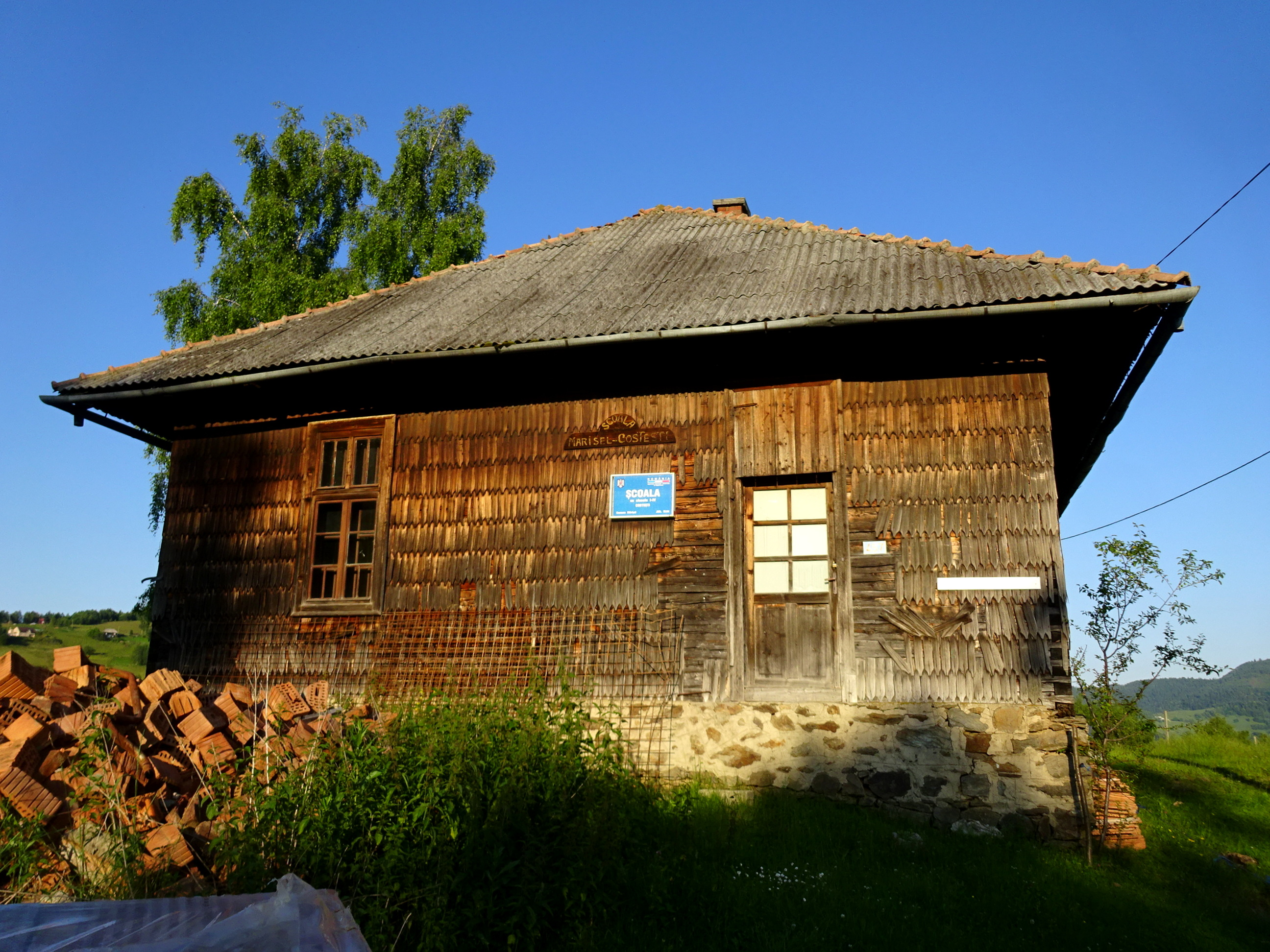
Școala primară din cătunul Costești
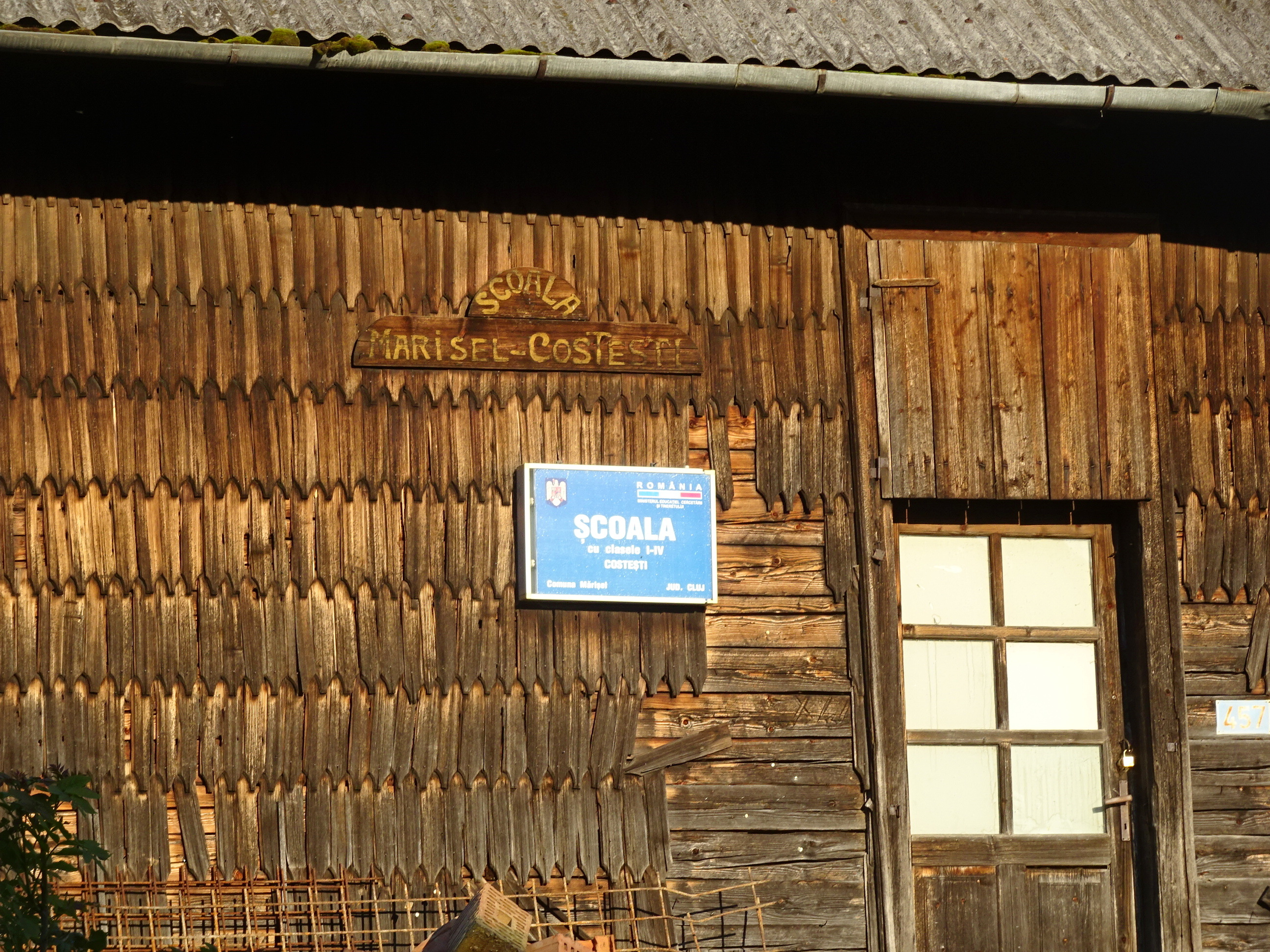
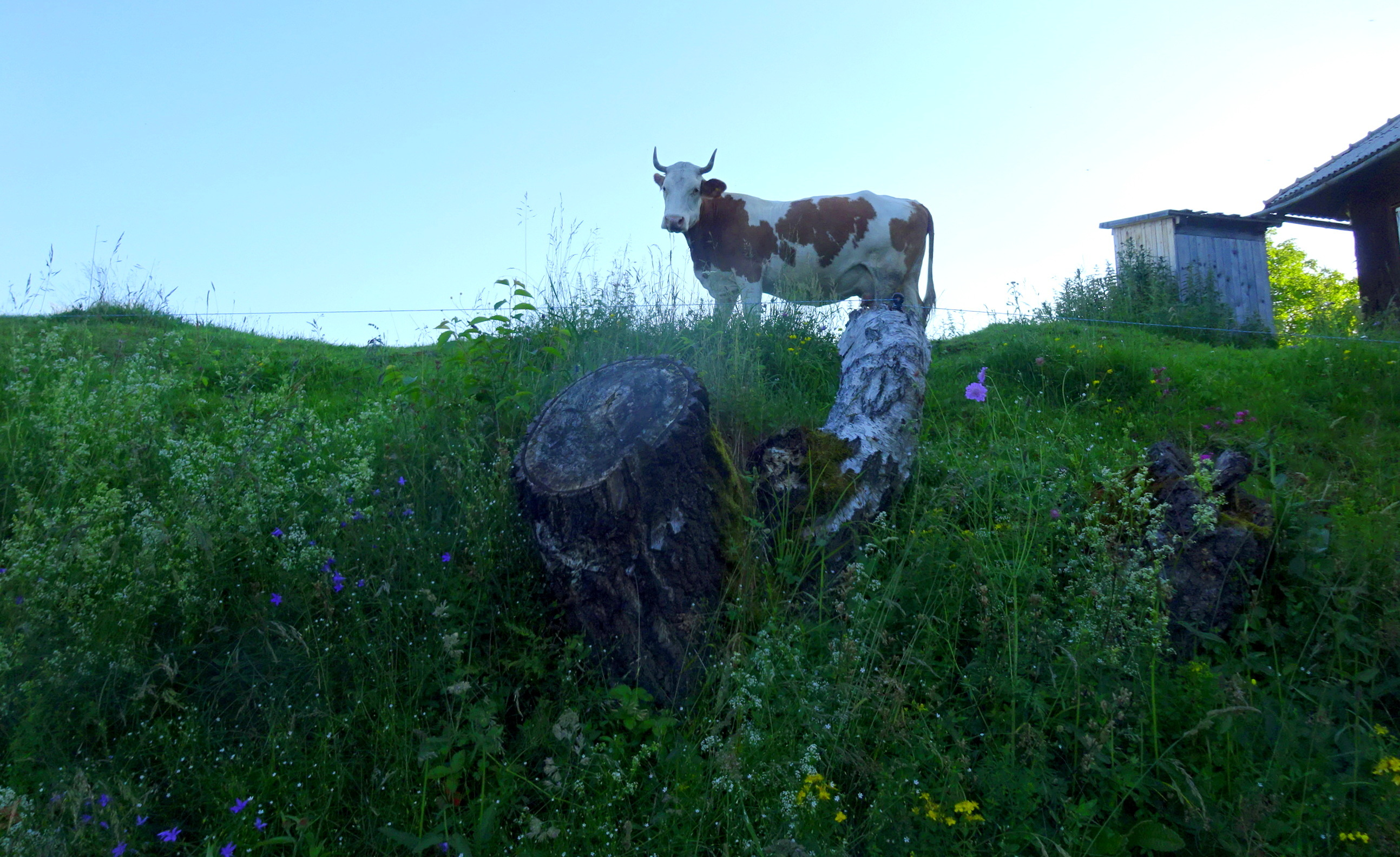
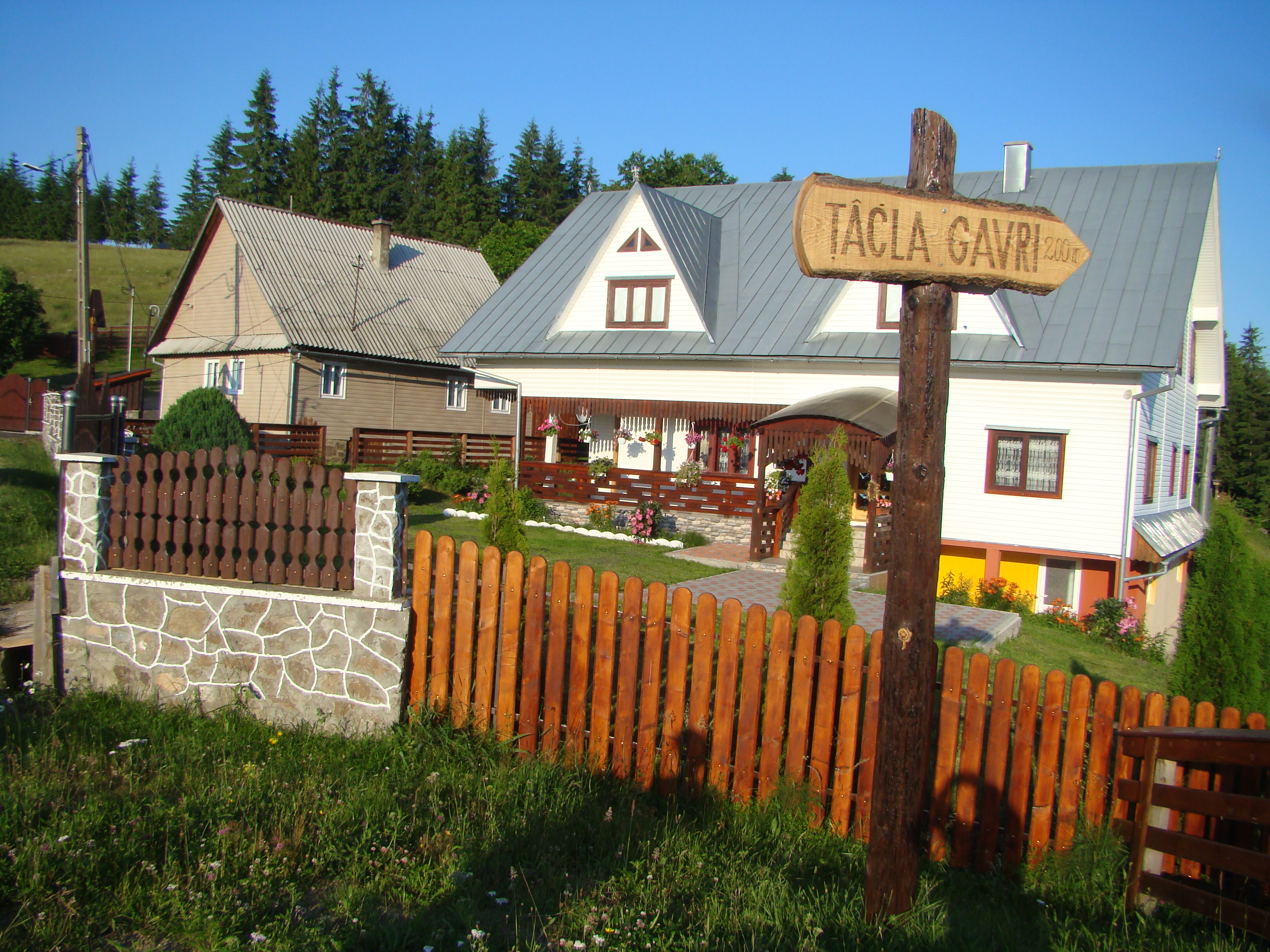
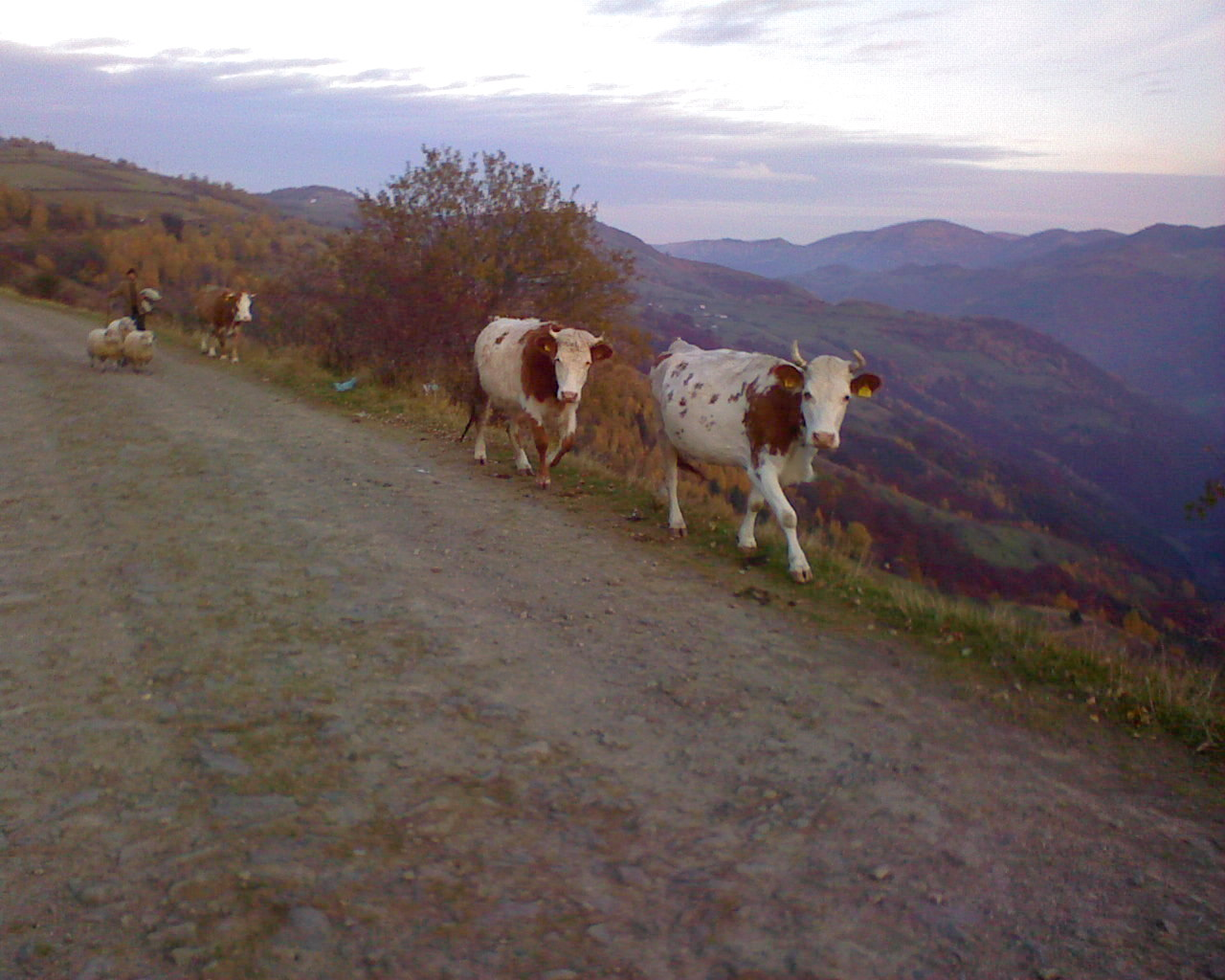
„Drumul generalului” Mărișel-Măguri-Răcătău în 2007: piatră amesecată cu pământ, fără parapeți
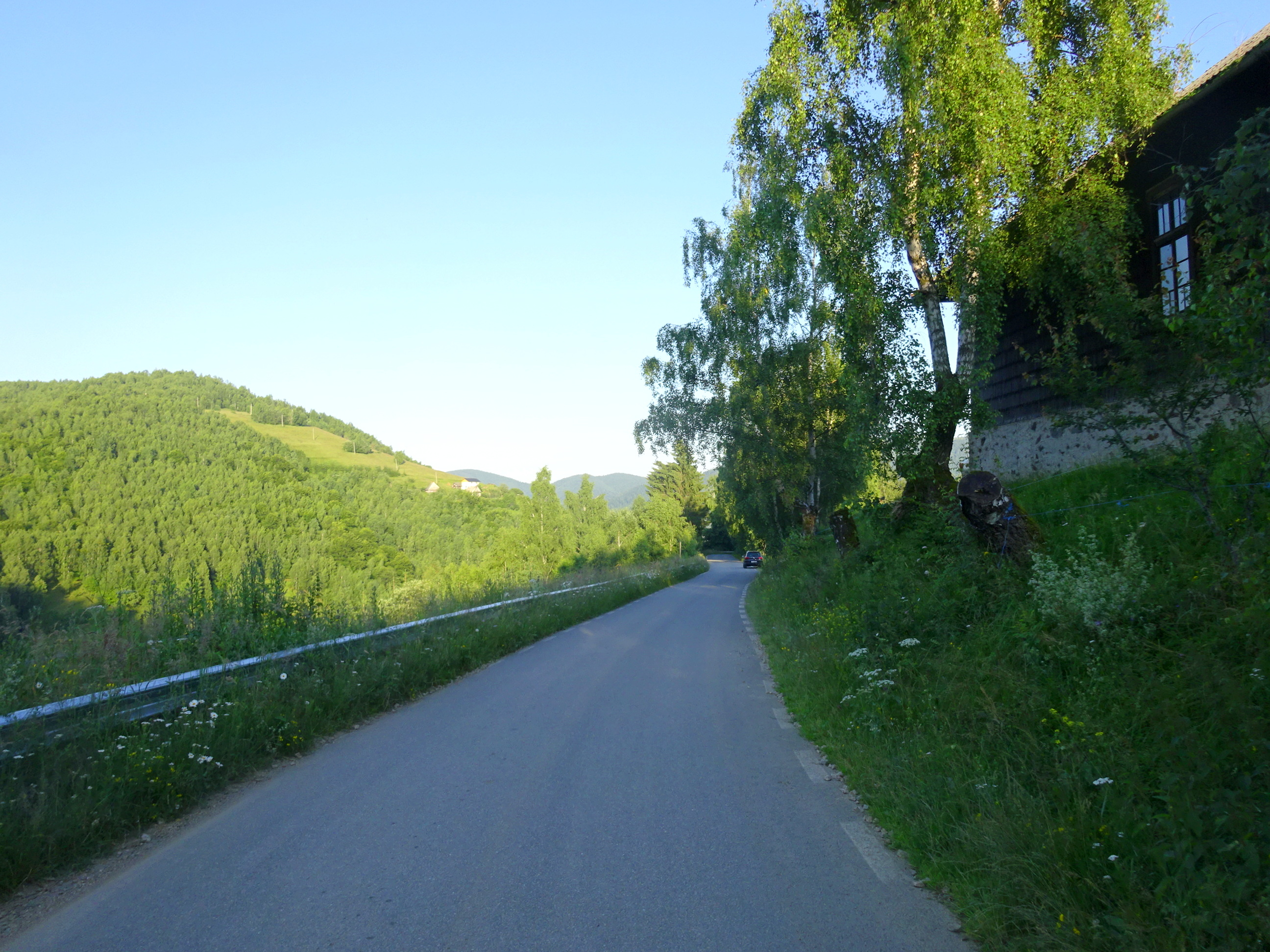
„Drumul generalului” Mărișel-Măguri-Răcătău în 2023